# Косогірка
Косогі́рка — село в Україні, у Ярмолинецькій селищній громаді Хмельницького району Хмельницької області. Населення становить 512 осіб. Колишня назва — Фрамполь (Фрампіль).

## Географія
Біля села бере початок річка Кулявка.

## Історія
Власником містечка та прилеглих сіл, які утворювали Франпольський ключ, був Теодор Потоцький.
Село (колись містечко) постраждало внаслідок геноциду українського народу — голодомору, спричиненого урядом СРСР у 1932—1933 роках. У селі вбито голодом до 15 % людей, переважно дітей, здебільшого польської національності.
З 1991 року село в незалежній Україні.

## Символіка

### Герб
В лазуровому щиті срібна гора в лівий перев’яз, супроводжувана в правому верхньому кутку золотим семираменним хрестом. В червоній базі три золотих покладених безанти, два і один. Щит вписаний в золотий декоративний картуш і увінчаний золотою сільською короною. Унизу картуша напис "КОСОГІРКА".

### Прапор
Квадратне полотнище поділене горизонтально на дві частини у співвідношенні 2:1; верхня розділена висхідною діагоналлю від нижнього древкового кута на синє і біле поля, нижня червона. На синій частині жовтий семираменний хрест, на червоній три жовтих круги в горизонтальний ряд.

### Пояснення символіки
Коса гора означає назву села (герб є промовистим), семираменний хрест — володіння Потоцьких, три безанти — великі ярмарки і значну кількість готелів, що існували в селі.
На прапорі повторюються кольори і фігури герба.

## Економіка
- Торговий дім «Бойчак» — підприємство, що спеціалізується на постачанні товарів із Польщі до України[2]

## Відомі люди
Народилися
- 5 жовтня 1802 року в містечку Франпіль народився польський поет, представник так званої «української школи» в польській літературі Маврицій Гославський.
- Михайло Петрович Бойчак — український військовик, генерал-майор медичної служби, доктор медичних наук (2004), заслужений лікар України.
- Боднар Вадим Олександрович — український військовик, Народний Герой України, кавалер ордена Богдана Хмельницького, учасник російсько-української війни.
- Венгер Костянтин Степанович — повний кавалер ордена Слави.

## Галерея

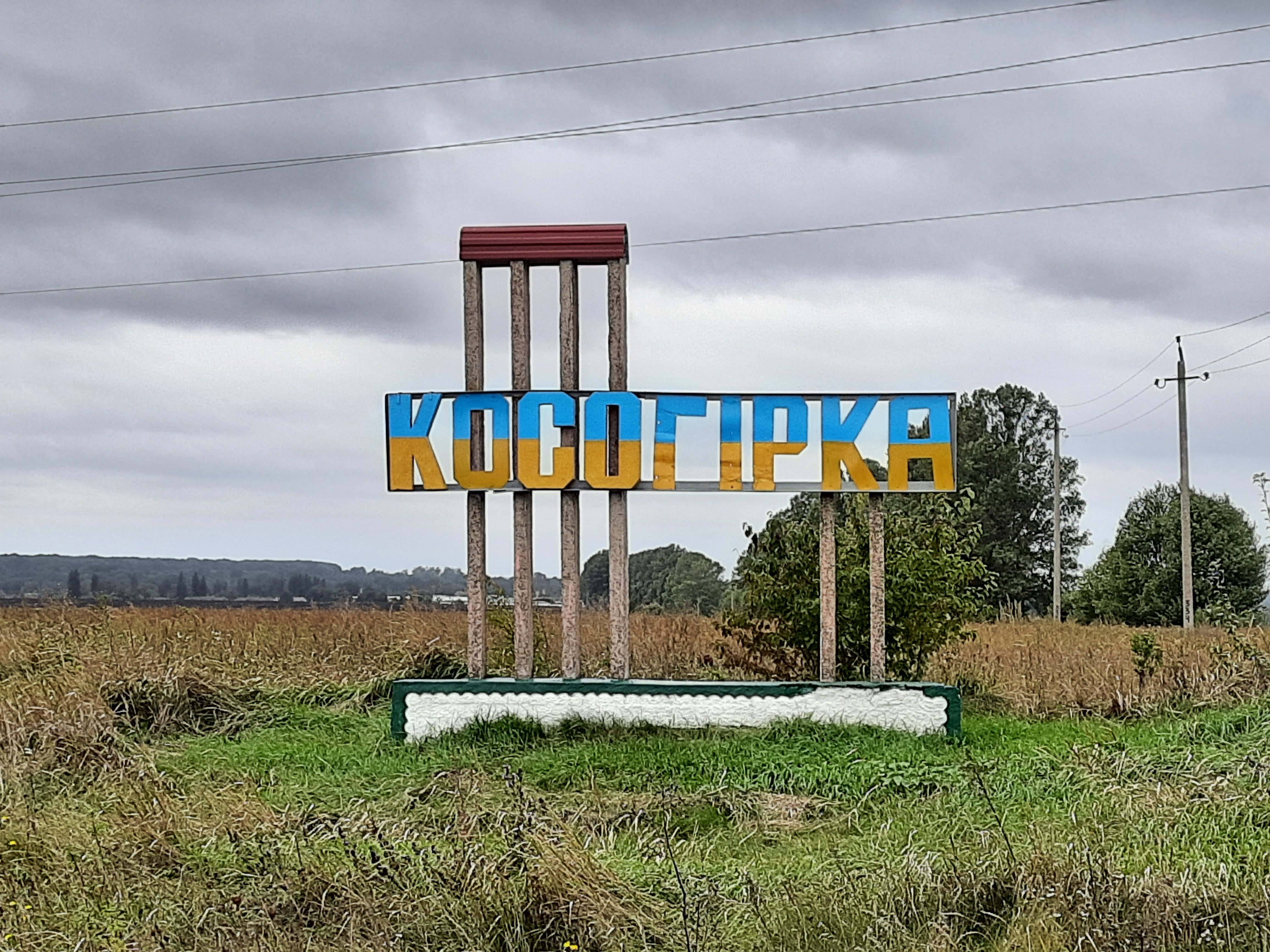
Знак при в'їзді в село
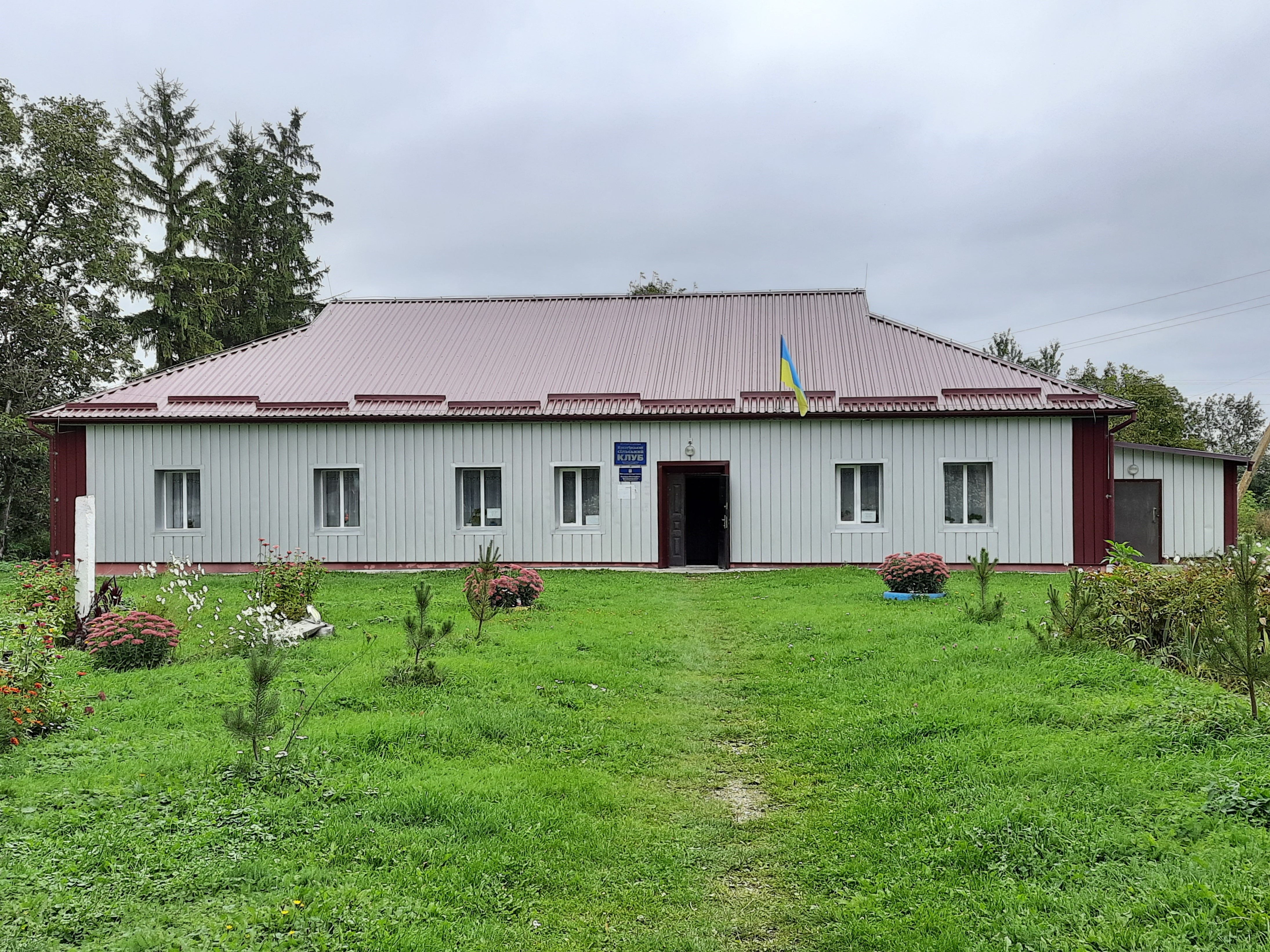
Клуб
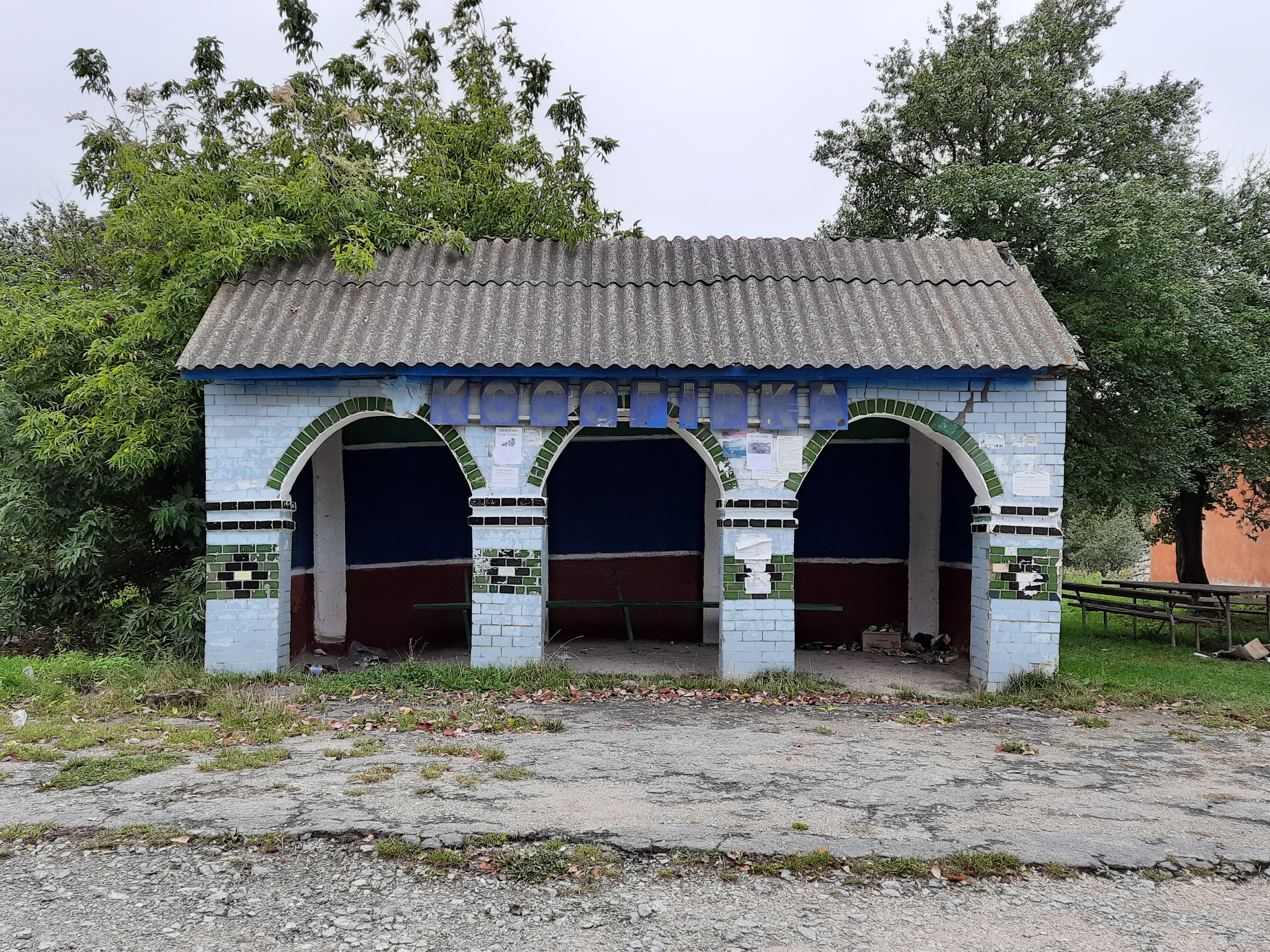
Автобусна зупинка
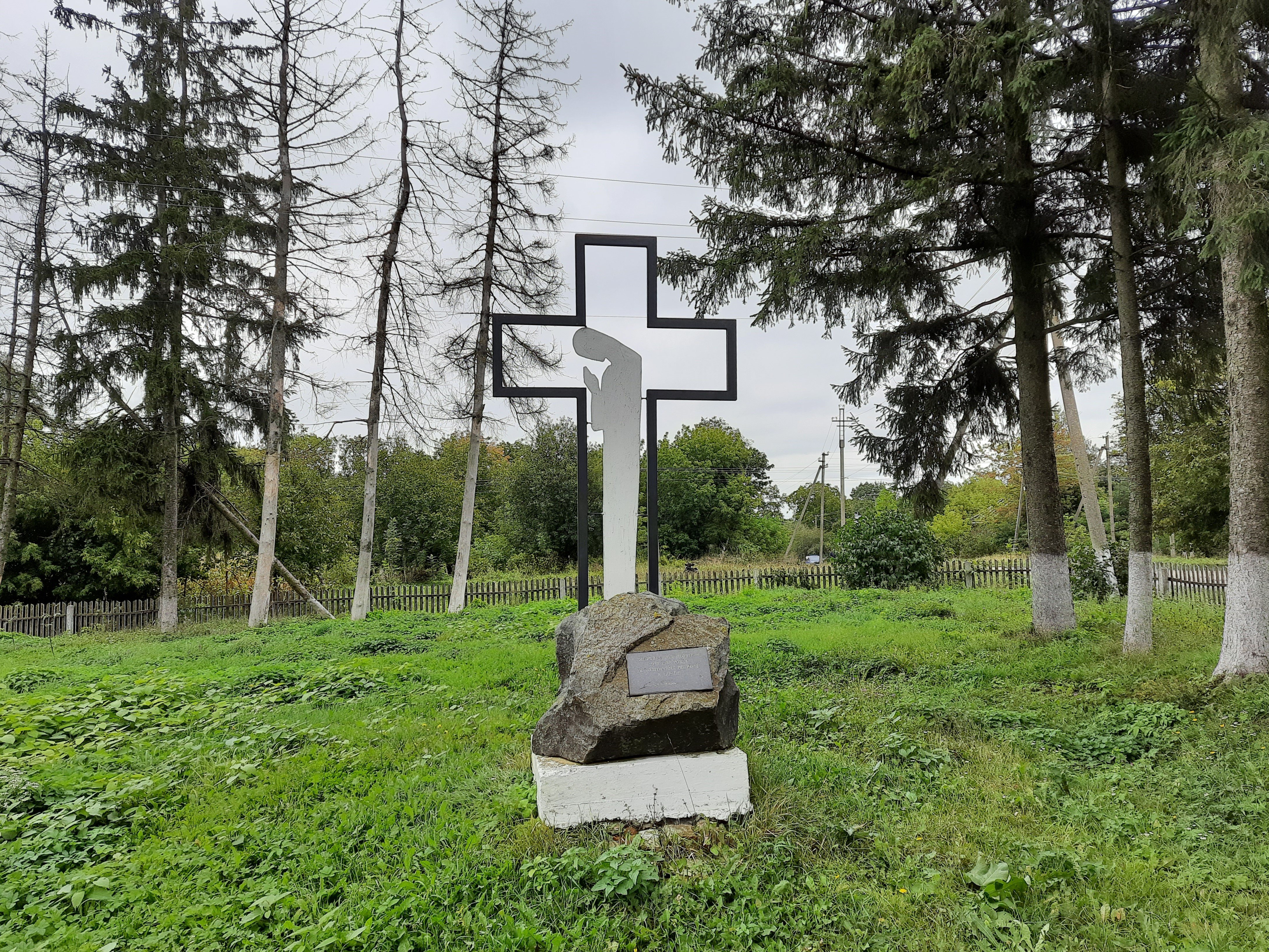
Пам'ятний знак жертвам голодомору та політичних репресій
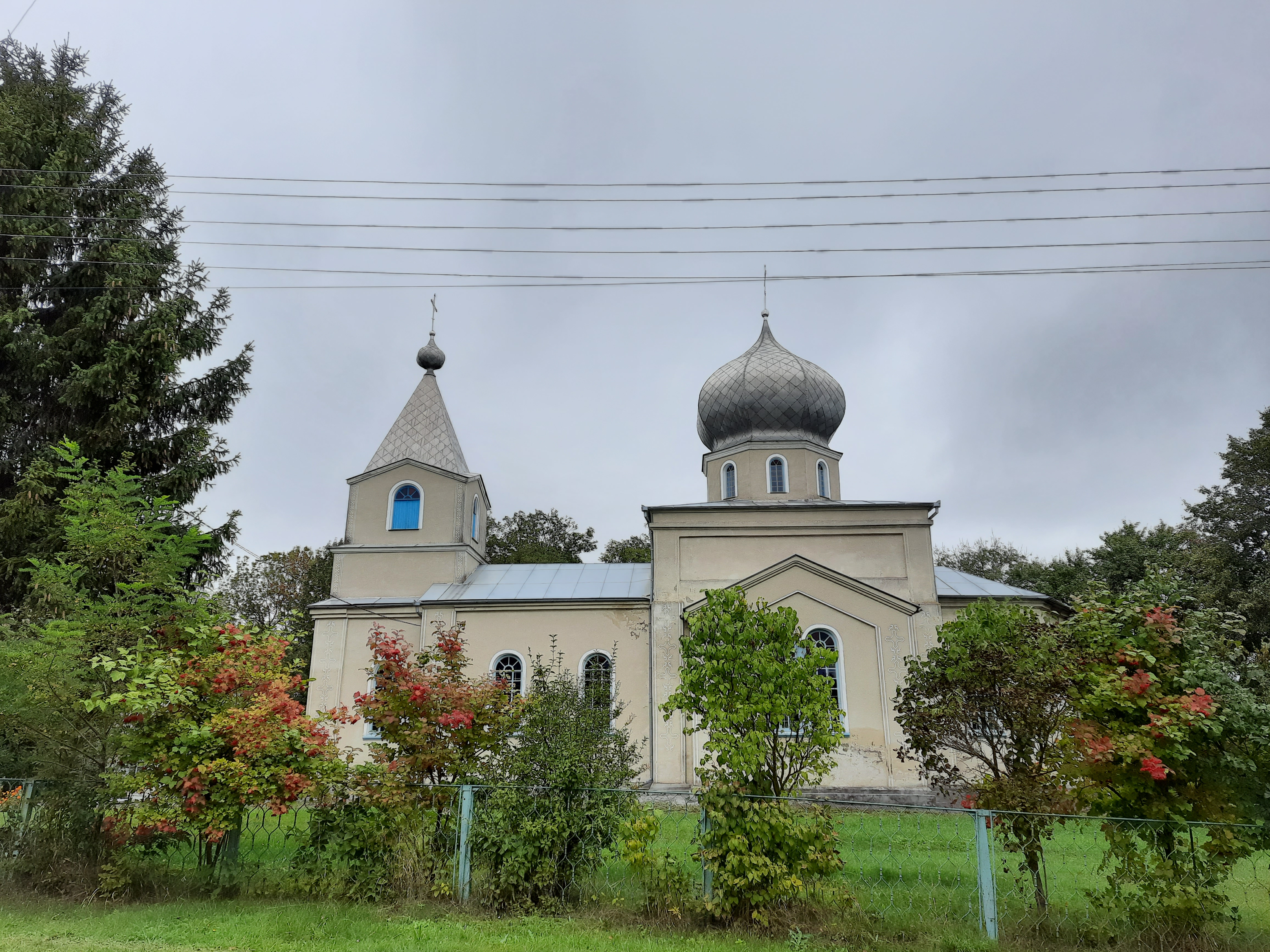
Церква Івана Богослова
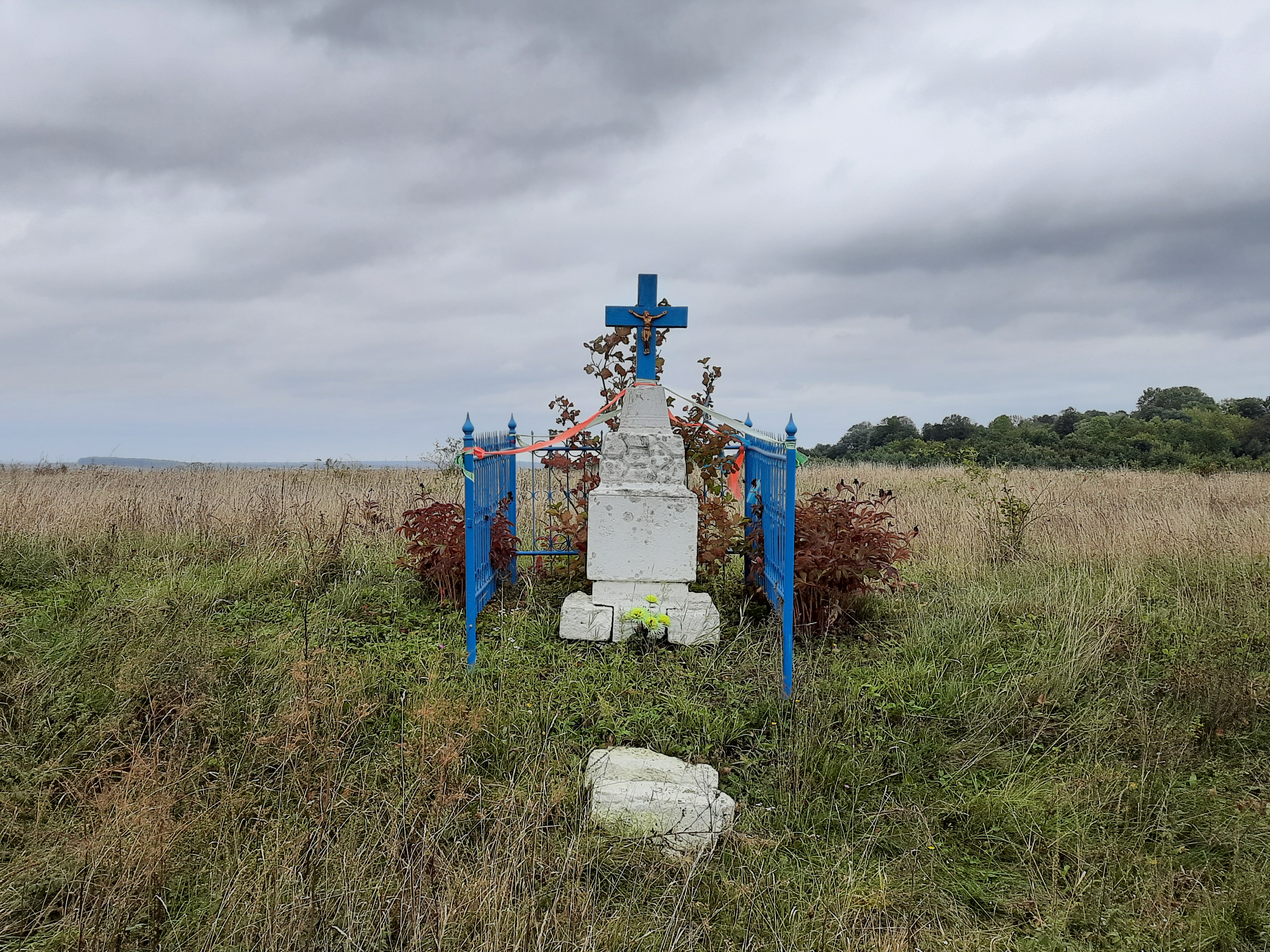
Пам'ятний хрест на околиці села
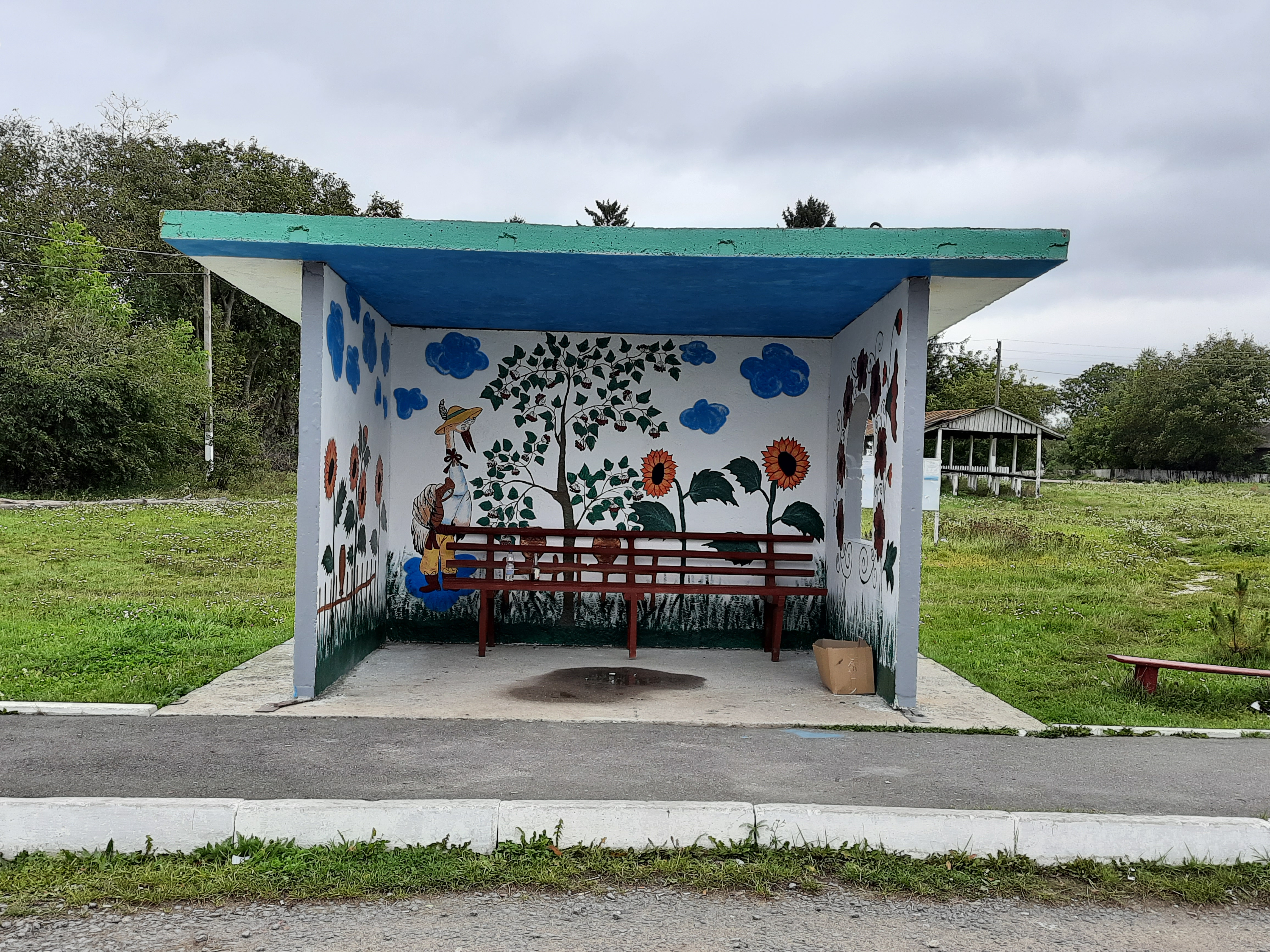
Автобусна зупинка на околиці села